# Aulacoscelis tibialis
Aulacoscelis tibialis is een keversoort uit de familie schijnhaantjes (Orsodacnidae). De wetenschappelijke naam van de soort werd in 1888 gepubliceerd door Martin Jacoby.